# Goofy's Railway Express
Goofy's Railway Express est un jeu vidéo éducatif sorti en 1989 sur Mega Drive. Le jeu a été développé par Westwood Associates et édité par Disney Software. Il met en scène le personnage de Dingo.